# Christian Fuchs (sociologo)
Christian Fuchs (Waidhofen an der Thaya, 1976) è un sociologo austriaco.

## Biografia
Fuchs ha studiato informatica all'Università di Tecnologia di Vienna dal 1994 al 2000 e ha conseguito una laurea in ingegneria. Nel 2002 ha fatto seguito, sempre alla TU Vienna, il dottorato. Nel 2008, Fuchs ha completato la sua abilitazione presso l'Università di Salisburgo.
Dopo aver insegnato e svolto ricerche presso l'università di Salisburgo e Vienna, Fuchs è stato professore di comunicazione e ricerca sui media presso l'Università di Uppsala dal 2010 al 2013 in Svezia. Nel 2013 si è trasferito alla Università di Westminster nel Regno Unito come Professore di Social Media e nel 2015 è diventato Direttore del Communication and Media Research Institute (CAMRI). 
È anche noto per essere l'editore della rivista ad accesso libero tripleC: Communications, Capitalism & Critique.
Fuchs ha influenzato lo studio dei social media moderni. Lui stesso usa YouTube e Vimeo per presentare analisi di Internet e della società. Utilizza anche la piattaforma dei social media Twitter, dove presenta idee sulla società, i media, la cultura, la politica e Internet.
Il sito web della rivista, da lui diretta, offre una vasta gamma di studi critici nel dibattito sul capitalismo e sulla comunicazione. Questa rivista accademica ad accesso aperto pubblica nuovi articoli, numeri speciali, inviti a presentare documenti, recensioni, riflessioni, informazioni su conferenze ed eventi e altre informazioni specifiche sulla rivista. Fuchs è anche il co-fondatore di ICTs and Society-network, una rete interdisciplinare mondiale di ricercatori che studiano come interagiscono società e media digitali.

## Opere
- Digital Labour and Karl Marx. New York: (Routledge, 2014). ISBN 978-0-415-71615-4.
- Internet and society. Social theory in the information age (Routledge, 2008) ISBN 978-0-203-93777-8
- Foundations of critical media and information studies (Routledge, 2011) ISBN 978-0-415-58881-2
- Digital labour and Karl Marx (Routledge 2014) ISBN 0-745-33999-9
- Social media: A critical introduction (Sage 2014) ISBN 978-1-473-96683-3
- OccupyMedia! The Occupy movement and social media in crisis capitalism (Zero Books, 2014)
- Culture and Economy in the Age of Social Media (Routledge, 2015) ISBN 978-1-138-83931-1
- Reading Marx in the Information Age: A Media and Communication Studies Perspective on Capital Volume 1 (Routledge 2016) ISBN 978-1-138-94855-6
- Critical Theory of Communication: New Readings of Lukács, Adorno, Marcuse Honneth and Habermas in the Age of the Internet (University of Westminster, 2016) ISBN 978-1-911-53404-4
- Digital Demagogue: Authoritarian Capitalism in the Age of Trump and Twitter (Pluto Press, 2018) ISBN 0-745-33796-1